# Tybee-Bombe

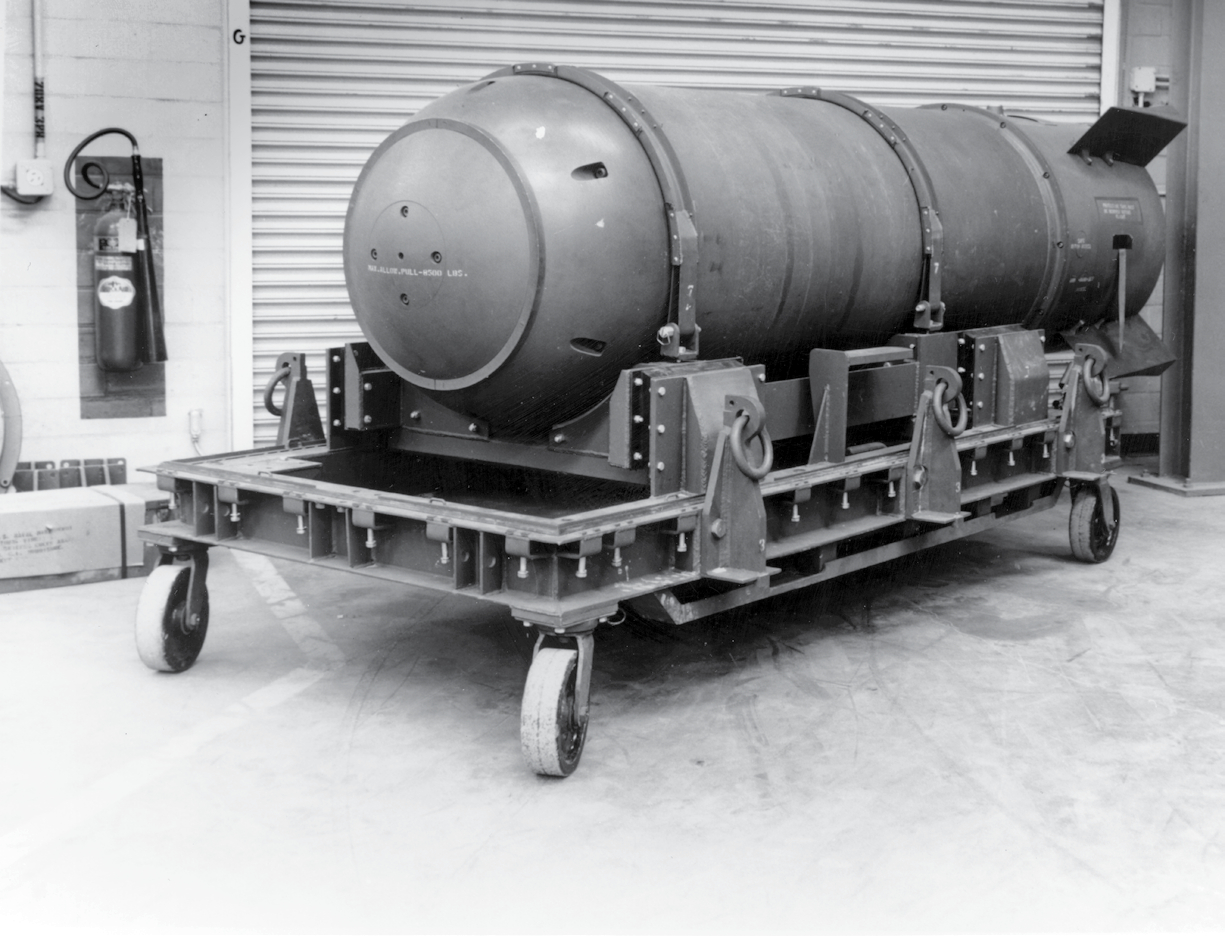
Wasserstoffbombe vom Typ Mk15

Die Tybee-Bombe ist eine 3,5 Tonnen schwere Mark-15-Wasserstoffbombe, die am 5. Februar 1958 in der Nähe der Insel Tybee Island vor Savannah, Georgia verloren ging. Nachdem ein Boeing B-47-Bomber des Strategic Air Command der US Air Force während eines Trainingsfluges in der Luft mit einer F-86 zusammengestoßen war, musste der Kommandant die Bombe abwerfen, um das Flugzeug sicher landen zu können. Sie ist eine von elf vermissten Kernwaffen der USA.

## Der Unfall
Zwei B-47-Bomber flogen am Morgen des 5. Februar 1958 eine Übungsmission von der Homestead Air Force Base , Florida aus. Um 2 Uhr kollidierte einer der B-47-Bomber mit einem F-86-Jagdflugzeug. Der Pilot der F-86 konnte sich aus dem abstürzenden Flugzeug mit dem Schleudersitz retten. Die B-47 hingegen war noch flugtüchtig, aber das rechte Triebwerk war beschädigt. Nach drei vergeblichen Landeversuchen wurde entschieden, die Bombe abzuwerfen, da man befürchtete, dass bei einem Crash der konventionelle Sprengstoff in der Bombe detonieren würde. Die Bombe wurde dann über dem Wassaw Sound  südwestlich der Insel Tybee aus einer Höhe von rund 2200 Metern und bei einer Geschwindigkeit von 200 Knoten abgeworfen. Die B-47 landete schließlich auf der Hunter Air Force Base  in Savannah.

## Die Bombe
Die rund 4 m lange Mark-15-Bombe wiegt 3,5 Tonnen und trägt die Seriennummer „No. 47782“. Sie enthält 180 kg konventionellen Sprengstoff und hochangereichertes Uran. Die Sprengkraft beträgt je nach Ausführung 1,69–3,7 Megatonnen.

## Potentielle Gefahr
Im Jahr 2001 veröffentlichte die US Air Force eine Studie, die die Gefahr für die Bewohner in der Nähe der vermuteten Abwurfstelle beschreiben sollte. Laut der Studie stellt die Bombe keine unmittelbare Gefahr dar, da der nukleare Zünder entfernt wurde. Der Kommandant des B-47-Bombers gibt jedoch an, dass der Zünder beim Start des Flugzeugs eingesetzt war. Die US Air Force entschied, dass es vernünftiger sei, die Bombe auf dem Grund des Meeres zu lassen, anstatt zu versuchen, sie zu heben, und so eine Explosion oder Kontaminierung des Gebiets zu riskieren.